# 11977 Leonrisoldi
11977 Leonrisoldi eller 1995 OA är en asteroid i huvudbältet som upptäcktes den 19 juli 1995 av Santa Lucia Stroncone-observatoriet i Stroncone. Den är uppkallad efter Leon Risoldi, barnbarn till upptäckaren.
Asteroiden har en diameter på ungefär 7 kilometer och den tillhör asteroidgruppen Vesta.